# Station Les Quatre-Roues
Station Les Quatre-Roues is een spoorwegstation in de Franse gemeente Pruniers-en-Sologne.